# Kannibalismus in Neukaledonien
Kannibalismus in Neukaledonien umfasst Arten von Kannibalismus (Anthropophagie), die in Neukaledonien wie auch auf den meisten anderen Inseln Melanesiens vorzufinden waren.

## Frühe Berichte ab 1793

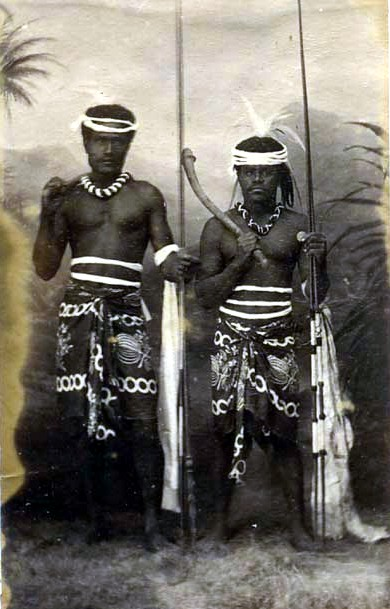
Zwei kanakische Krieger mit Waffen (um 1880)

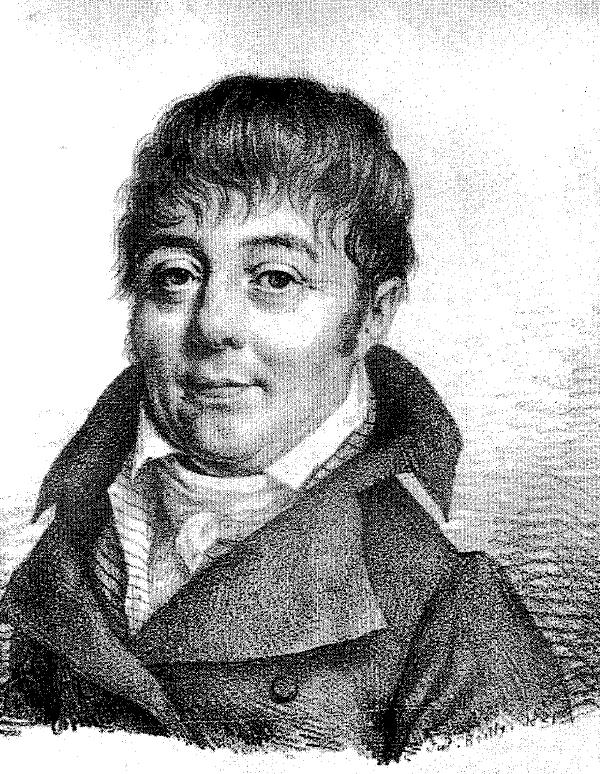
Jacques Julien Houtou de Labillardière (1755–1834), französischer Naturforscher und Reisender (Lithographie 1821)

Die ersten Berichte über den Kannibalismus in Neukaledonien stammen vom französischen Seefahrer Joseph Bruny d’Entrecasteaux, der 1791 vom französischen König Ludwig XVI. den Auftrag erhielt, nach dem bei einer Forschungsreise in der Südsee verschollenen Kapitän Jean-François de La Pérouse zu suchen. D’Entrecasteaux erreichte am 21. April 1793 den kleinen Ort Balade (Gemeinde Pouébo), in dem auch schon der englische Seefahrer James Cook Neukaledonien 1774 als erster Europäer betreten hatte. Er wohnte einem der Feste bei, auf dem Gefangene massakriert und zerstückelt wurden, während die versammelte Menge schreiend um ihn herum tanzte. Einer von d’Entrecasteaux Begleitern, der Naturforscher Jacques Labillardière, beschrieb seine Beobachtungen auf diese Weise:

„Die wilden Neukaledonier tragen eine Halskette mit Fragmenten menschlicher Knochen als Ornament. Ich kann nicht daran zweifeln, dass sie Anthropophagen sind, da ich selbst Zeuge mehrerer grausamer Mahlzeiten war, bei denen diese Wilden ihresgleichen verspeisten. Mit einer Steinaxt schneiden sie die Gliedmaßen ihrer Feinde ab; sie öffnen zuerst den Bauch des Besiegten, den sie mit einem Schlag auf den Schädel erschlagen haben, sie reißen ihnen die Eingeweide mittels eines Instruments, das aus zwei menschlichen Ellen zusammengebunden ist, heraus. Die Arme und Beine werden an den Gelenken abgeschnitten und an die Kämpfer verteilt, die sie zu ihren Familien bringen. Dieses Fleisch wird in sieben bis acht Zentimeter dicke Scheiben geschnitten und die muskulösesten Teile werden als das schmackhafteste Stück angesehen.“

Nach Berichten des Ingenieurs Jules Garnier beschränkte sich die Anthropophagie nicht nur auf die Leichen des Feindes, sondern ihr fielen auch Verbrecher und missgestaltete oder überzählige Kinder aus den eigenen Reihen zum Opfer.
1847 plünderten und brannten Einheimische in Hienghène eine katholische Missionarstation ab und verspeisten einen Missionar, bevor die restlichen von den bewaffneten Matrosen einer französischen Korvette gerettet wurden.
Nachdem im Jahr 1850 auch dreizehn Matrosen des französischen Vermessungsschiffs Acmène von den Einheimischen getötet und verspeist worden waren, schloss der Korvettenkapitän Louis Tardy de Montravel mit den Häuptlingen der verschiedenen Stämme im Februar 1854 einen Vertrag, mit dem sie die Souveränität von Napoleon III. über sich und ihre Stämme anerkennen und sich verpflichten, von nun an das Stammesrecht nicht mehr auf ihre Untertanen anzuwenden, sondern das französische Recht und damit ausdrücklich die Anthropophagie zu bestrafen.
Dennoch überfiel 1864 Häuptling Gondou mit seinen Kriegern die Mannschaft des Kutters Reine-des-Îles an einer Flussmündung und verspeiste die getöteten Matrosen. Die neuen Gesetze wurden auch 30 Jahre nach der französischen Besitznahme der Inseln immer noch nicht eingehalten.
Bis 1885 wurde der Kannibalismus in Neukaledonien durch die Arbeit der Missionare schließlich ausgerottet. Als Erklärung für dessen lange Verbreitung in Neukaledonien wird die Hypothese genannt, dass diese Praxis aufgrund des Fehlens jeder anderen Fleischnahrung auf den Inseln vor Ankunft der Europäer ernährungsbedingte Gründe hatte und der Proteinversorgung der Bevölkerung diente. Das Land bot an Säugetieren nur einige Fledertierarten wie den Neukaledonischen Flughund.